# ساواريا (فلم)
ساواريا (بالعربية: حبي)، هو فيلم هندي رومانسي من إنتاج وإخراج سانجاي ليلا بهنسالي سنة 2007. ويستند الفيلم على قصة فيودور دوستويفسكي القصيرة تحت عنوان «الليالي البيضاء».
سوني بيكتشرز انترتينمنت وأفرج عنه في 9 تشرين الثاني 2007 إلى إنتاج مشترك، هو فيلم بوليوود من قبل استوديوهات هوليوود، سبقت فترة وجيزة والت ديزني «للرسوم المتحركة ميزة روميو على الطريق (2008)، وارنر بروس» تشوك تشوك إلى الصين. بالإضافة إلى ذلك، فإنه هو واحد من أفلام بوليوود الأولى في تقنية بلو راي.
ويمثل الفيلم لأول مرة من كل من الجهات الفاعلة الرائدة. رانبير كابورر (ابن الجهات الفاعلة ريشي كابور ونيتو سينغ) وسونام كابور (ابنة أنيل كابور). وأيضا النجوم راني مكرجي وسلمان خان في النقش وزهرة سيغال في دور مساند.

## الحبك
يروى الفيلم قصة فتاة تعمل في ملهى ليلي، تقابل شابا (رانبير راج)، الذي طلب منها أن تساعده في البحث عن مكان ليأوي إليه ليلا، ستساعده وتأخذه للمبيت عند السيدة (ليليان) التي حالما رأته تذكرت ابنها الصغير.

## روابط خارجية
- مقالات تستعمل روابط فنية بلا صلة مع ويكي بيانات